# Meineckia grandiflora
Meineckia grandiflora là một loài thực vật có hoa trong họ Diệp hạ châu. Loài này được (Verdc.) Jean F.Brunel mô tả khoa học đầu tiên năm 1987.